# Lingue dell'Impero romano

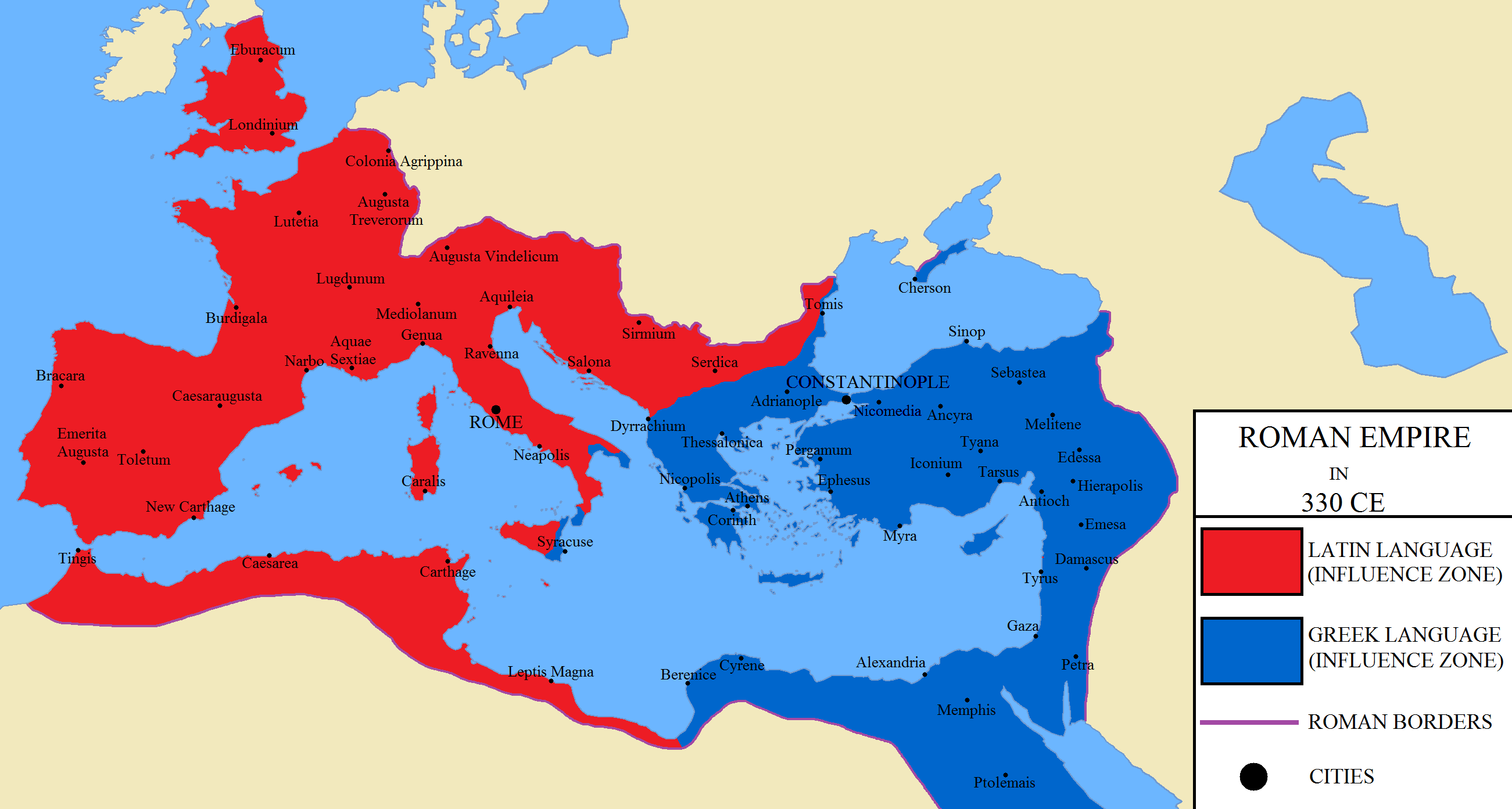
L'Impero romano nella prima metà del IV secolo. In rosso viene evidenziata l'area di prevalente diffusione della lingua latina, mentre è in blu l'area di competenza della lingua greca.

Il latino e il greco costituivano le due lingue ufficiali dell'Impero romano, anche se numerose altre lingue rappresentavano importanti mezzi di comunicazione linguistica a livello regionale, con differenti gradi di diffusione e sviluppo. 
Il latino era la lingua nativa dei Romani e rimase la lingua dell'amministrazione imperiale, della legislazione, della burocrazia e dell'esercito per tutto il periodo classico; in Occidente divenne la lingua franca e venne utilizzata anche per l'amministrazione locale delle città, compresi i tribunali. Dopo che tutti gli abitanti maschi nati liberi dell'Impero furono universalmente affrancati nel 212 d.C., a un gran numero di cittadini romani sarebbe mancata la conoscenza del latino, anche se ci si aspettava che acquisissero almeno una conoscenza simbolica, e il latino rimase un segno distintivo di romanitas.
Per quanto concerne il greco (più precisamente, il greco della koinè), esso era diventato, soprattutto a partire dall'età ellenistica, una lingua condivisa in tutto il Mediterraneo orientale ed era utilizzato per le comunicazioni diplomatiche in Oriente, anche oltre i confini statali dell'Impero. L'uso internazionale del greco fu una delle condizioni che maggiormente veicolarono la diffusione del cristianesimo, come indicano, ad esempio, la scelta del greco come lingua del Nuovo Testamento nella Bibbia e il suo uso nei concili ecumenici dell'impero ormai cristianizzato, che lo preferiva al latino. Con la caduta e la dissoluzione della pars Occidentis, il greco, poco influenzato dal contatto col latino, divenne la lingua dominante della pars Orientis o, come modernamente conosciuta, Impero bizantino.
Poiché la comunicazione nella società antica era, per ovvie ragioni, prevalentemente orale, può essere difficile determinare fino a che punto le lingue a carattere regionale o locale continuarono a essere parlate o utilizzate per altri scopi sotto il dominio romano. Alcune prove esistono nelle iscrizioni, nei riferimenti ad altre lingue contenuti in testi greci e romani e, infine, nella necessità di interpreti. Per il punico, il copto e l'aramaico (incluso il suo ramo siriaco), sopravvive una quantità significativa di materiale epigrafico o letterario. Per quanto riguarda le lingue celtiche, queste potevano vantare un'estensione che arrivava a comprendere gran parte dell'Europa occidentale e centrale (con isole linguistiche nei Balcani e nella regione anatolica della Galazia), e mentre l'oralità dell'educazione celtica ha lasciato scarse testimonianze scritte, l'epigrafia celtica, sebbene sia in quantità limitata, non può essere considerata molto frammentaria, per cui, specialmente per lingue quali il gallico e il celtiberico, una comprensione generale non è affatto compromessa. Le lingue germaniche, tardivamente entrate nell'impero, non hanno lasciato quasi alcuna traccia sotto forma di iscrizione o testo, ad eccezione del gotico.

## Latino
Il latino è una lingua indo-europea appartenente al gruppo latino-falisco, parte della più ampia famiglia italica. Era parlato originariamente nel Latium vetus, una piccola regione a sinistra del Tevere ed è stato la lingua dei Romani fin dal primo periodo conosciuto, che si suole indicare come latino arcaico. Scrivendo sotto il primo imperatore romano Augusto, il poeta Virgilio indicava nell'Eneide il latino come una fonte di unità e tradizione romana. Gli imperatori della dinastia giulio-claudia, che sostenevano di discendere dall'eroe troiano Enea, cantato dallo stesso Virgilio, incoraggiarono un uso elevato e corretto del latino (parte del più ampio concetto di latinitas), un movimento linguistico identificato in termini moderni come latino classico, e favorirono il latino per condurre affari ufficiali.
Va sottolineato che il latino divenne la lingua della maggior parte delle zone conquistate perché la popolazione locale iniziò spontaneamente a parlarlo e non perché la popolazione locale venne costetta o deportata: il latino, difatti, non fu imposto ufficialmente ai popoli sottoposti al dominio romano. Il latino non era un requisito fondamentale per la cittadinanza romana e non esisteva una scuola statale che lo privilegiasse come mezzo per l'istruzione e ne insegnasse una forma standardizzata: la conoscenza e l'uso fluente erano auspicabili semplicemente per il suo prestigio socio-culturale e per motivazioni pratiche. Il latino era infatti necessario per il servizio e l'avanzamento nelle cariche imperiali ed era la lingua utilizzata per il funzionamento interno del governo. Gli editti e le comunicazioni ufficiali dell'imperatore erano in latino, comprese le decisioni sulle leggi locali che potevano essere in un'altra lingua o promulgate in forma bilingue.

## Greco
Con l'epoca ellenistica il greco era diventato la lingua principale del Mediterraneo orientale e dell'Asia Minore. Durante la tarda antichità, una maggioranza di lingua greca era presente nella penisola e nelle isole greche dell'Egeo, nelle principali città dell'Oriente romano, nell'Anatolia occidentale (costituente la grecità d'Asia) e in alcune aree costiere del Levante.
L'imperatore Claudio cercò di limitare l'uso del greco in ottica purista, e talvolta poteva arrivare a revocare la cittadinanza ai non parlanti latino; ciononostante, rivolgendosi al Senato romano, attingeva spesso e volentieri al proprio bilinguismo, così come nel comunicare con gli ambasciatori di lingua greca. In un discorso riportato da Svetonio, Claudio avrebbe definito il latino ed il greco "le nostre due lingue" e l'impiego di due segretari imperiali, uno per il greco e uno per il latino, risale proprio al suo regno.
Nella parte orientale dell'impero le leggi e i documenti ufficiali venivano regolarmente tradotti in greco dal latino. Entrambe le lingue erano padroneggiate dai funzionari del governo e dai vertici della Chiesa durante il V secolo. A partire dal VI secolo, la cultura greca in Occidente venne però progressivamente dimenticata e si passò a studiarla quasi esclusivamente attraverso la mediazione e le traduzioni latine. I prestiti latini compaiono liberamente nei testi greci trattanti argomenti tecnici della tarda antichità e del periodo bizantino.

## Lingue regionali
Il predominio del latino e del greco tra i ceti elitari alfabetizzati può oscurare la continuità delle lingue parlate, dal momento che tutte le culture all'interno dell'Impero romano erano prevalentemente orali. Nelle aree in cui si parlavano il siriaco, il copto e l'aramaico tali culture coesistevano con il greco, con una situazione sociolinguistica variabile da contesto a contesto.

### Aramaico
Nell'Impero romano, la lingua aramaica, con i suoi diversi dialetti parlati, era la lingua principale della Siria e della Mesopotamia. Il siriaco era in uso intorno ad Antiochia, una delle tre città più grandi dell'Impero, e in particolare presso la comunità cristiana. La letteratura siriaca è nota a partire dalla seconda metà del II secolo, prendendo le mosse dalla comunità cristiana di Edessa.

### Copto
Il copto corrisponde alla fase più tarda della lingua egizia. Il copto, in qualità di lingua letteraria, sembra essere il risultato di uno sforzo consapevole e di un progetto della classe colta egiziana per far rivivere il proprio patrimonio culturale.
Nel IV secolo, la scrittura copta, basata sull'alfabeto greco con caratteri aggiuntivi tratti dal demotico egiziano per riflettere la fonologia dell'egizio, si trova in documenti redatti in diversi dialetti. In questo periodo il copto emerse come lingua interamente letteraria, con le principali traduzioni di scritture greche, testi liturgici e opere della letteratura patristica.

### Punico
Il punico, la lingua semitica, derivata dal fenicio, propria dei Cartaginesi, continuò ad essere usato in Nordafrica durante il periodo imperiale. A tal proposito, famosa è la testimonianza fornita da Agostino d'Ippona.

### Celtico
Le lingue celtiche all'inizio del periodo imperiale, quindi dall'età augustea in avanti, includono: il gallico (e le sue numerose diramazioni dialettali), parlato in Gallia (regione comprendente gli odierni territori di Francia, Belgio, Germania sud-occidentale, Svizzera e Italia nordoccidentale); il celtiberico e l'ispanoceltico nord-occidentale della Gallaecia, parlati in ampie porzioni dell'Hispania (nome romano della penisola iberica); il brittonico in Britannia, provincia acquisita all'impero nel corso delle campagne condotte nel I secolo; infine il galata (o galato), una lingua celtica portata in Anatolia dai Galati a seguito delle spedizioni celtiche del III secolo a.C. nei Balcani (il toponimo della provincia romana della Galatia deriva proprio dalla parola greca che designava tipicamente i Celti, soprattutto quelli d'Asia, cioè Galátai, forse ricavata dalla stessa fonte di Galli). Prestiti dal gallico sono registrati in latino già al tempo del poeta Ennio, a causa della presenza di numerosi insediamenti celtici nella penisola italiana.

## Distribuzione geografica

### Italia e Sicilia
In Italia, l'uso scritto del latino aveva a mano a mano sostituito l'osco, una lingua italica orientale, e l'etrusco alla fine del I secolo a.C., e tale opera di erosione poteva definirsi ultimata alla fine del secolo successivo. I graffiti oschi si sono conservati grazie alla distruttiva eruzione del Vesuvio del 79 d.C. che colpì principalmente Pompei ed Ercolano, che si trovavano nel territorio di tradizione osca, e un paio di essi potrebbe risalire a prima o dopo un precedente terremoto regionale avvenuto nel 62 d.C. A metà del I secolo, l'imperatore Claudio conosceva molto bene l'etrusco e si sa che scrisse una storia in più volumi degli Etruschi, ma l'opera, intitolata Tyrrhenika, non è sopravvissuta.
Il multilinguismo era stato per secoli caratteristico della Sicilia, risultato della commistione delle lingue autoctone (precipuamente elimo, sicano e siculo) con le lingue degli invasori cartaginesi, greci e romani. Dal momento che la Sicilia era la roccaforte delle colonie magnogreche e la tratta degli schiavi durante il periodo repubblicano portava sull'isola parlanti grecofoni e anellenici dai territori orientali conquistati, il greco giunse a ricoprire il ruolo di lingua comune e dei ceti dirigenti, come funzionari governativi e uomini d'affari, durante l'era imperiale.

### Province occidentali

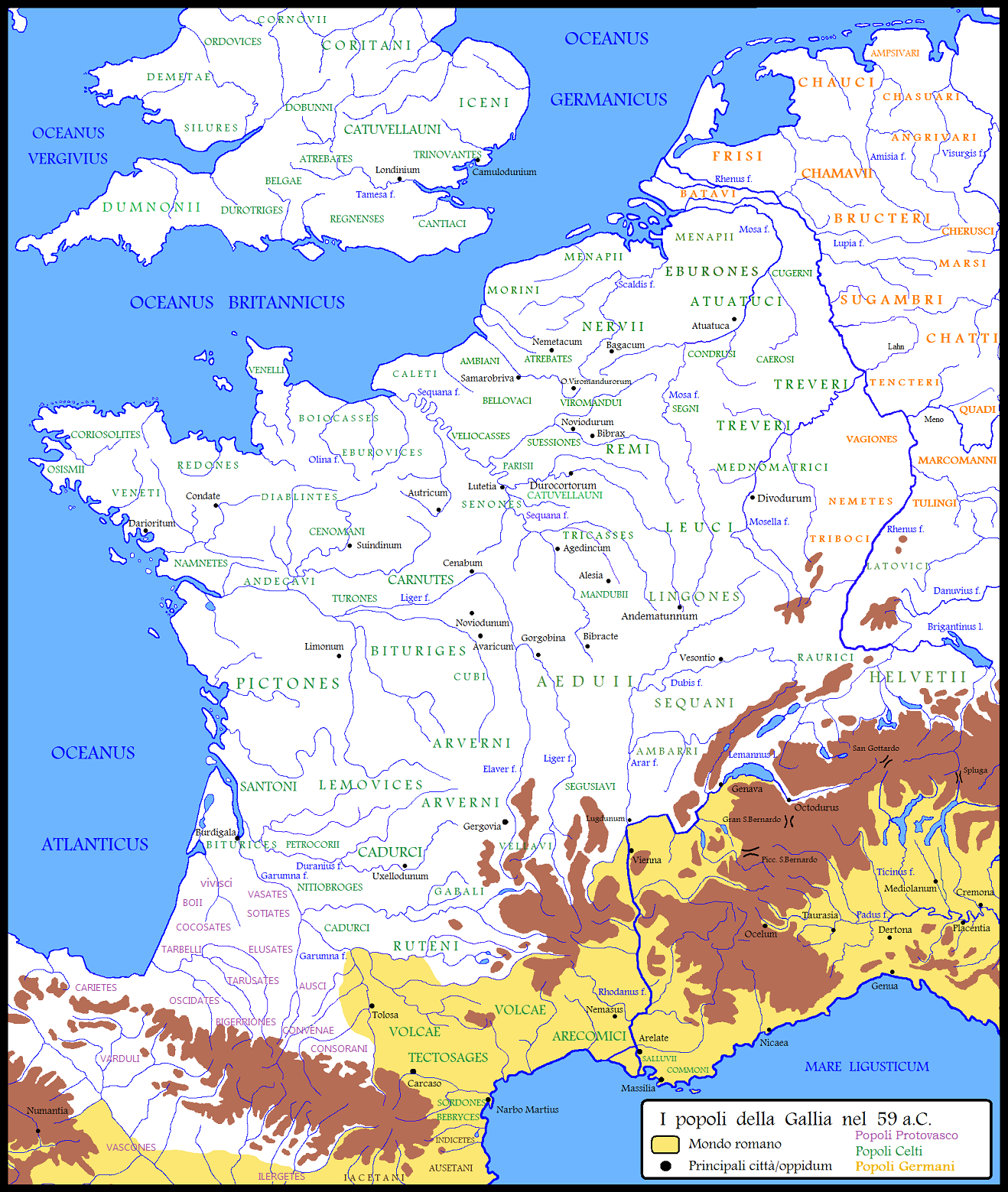
Le popolazioni celtiche della Gallia nel I secolo a.C., alla vigilia della campagna cesariana.

Nell'Impero romano d'Occidente, il latino sostituì gradualmente le lingue celtiche, che erano ad esso legate da una comune origine indoeuropea e, probabilmente, italo-celtica. Le comunanze nella sintassi e nel vocabolario in buona misura facilitarono l'adozione del latino da parte della comunità celtofona. La Gallia mediterranea (grossomodo corrispondente alla moderna Francia meridionale) era diventata praticamente trilingue verso la metà del I secolo a.C., infatti si potevano trovare, variamente parlati, gallico, greco e latino. L'importanza del latino al fine di ottenere l'accesso alla struttura del potere dominante causò la rapida estinzione delle iscrizioni nelle scritture che erano state utilizzate per trascrivere e attestare le lingue locali nella penisola iberica e in Gallia. Tra gli altri aspetti di una distintiva cultura gallo-romana c'era la creazione di testi gallo-latini.
Il basco, lingua paleoeuropea e, di conseguenza, non indoeuropea, sopravvisse nella regione occidentale dei Pirenei. Il popolo abitante della Gallia sudoccidentale e dell'Hispania nordorientale (più o meno l'attuale area di Aquitania e Navarra) era considerato da Giulio Cesare come etnicamente distinto dai Celti del resto della Gallia e la lingua aquitana che parlavano era vasconica come il basco, a giudicare dai nomi dei luoghi e dall'onomastica; anche se gli Aquitani adottarono il latino sotto il dominio romano, il basco sopravvisse ed è ancora oggi parlato all'incirca negli stessi luoghi.

### Province africane
Nelle province dell'Africa a ovest della Cirenaica (regione colonizzata dai Greci fin dal VII secolo a.C.), i Cartaginesi e gli abitanti delle altre antiche colonie fondate dai Fenici parlavano e scrivevano in punico ma il latino era ormai comune nei centri urbani. Altri abitanti africani, specie quelli delle aree più periferiche, parlavano altre lingue afro-asiatiche come il numidico, discutibilmente antica varietà del berbero.